# Dean Ridge
Dean Ridge ist ein britischer Filmschauspieler.

## Leben
Dean Ridge schloss 2015 seine dreijährige Schauspielausbildung an der East 15 Acting School in Essex ab.
Nach Engagements in den Filmen Eliminators, The Hippopotamus und The Lost Viking war Ridge in wiederkehrenden Rollen in den Fernsehserien Vikings, hier als Magnus, Knightfall, hier als Rhone, und in Kampf um den Halbmond zu sehen.

## Filmografie
- 2016: Eliminators
- 2017: The Hippopotamus
- 2018: The Lost Viking
- 2018–2019: Vikings (Fernsehserie, 8 Folgen)
- 2019: Knightfall (Fernsehserie, 8 Folgen)
- seit 2020: Kampf um den Halbmond (Fernsehserie, 8 Folgen)